# Yakety Yak
«Yakety Yak» es una canción escrita, producida y con arreglos de Jerry Leiber y Mike Stoller para el grupo The Coasters. Fue lanzada por Atlantic Records en 1958, durando siete semanas como número uno en la lista de éxitos número uno de rhythm and blues y una semana como número uno en la lista Billboard Hot 100 pop.
La canción forma parte de una serie de sencillos musicales lanzados por The Coasters entre 1957 y 1959, mismos que dominaron las listas de popularidad.
- Datos: Q2882040